# Erythrina coddii
Erythrina coddii är en ärtväxtart som beskrevs av Krukoff och Rupert Charles Barneby. Erythrina coddii ingår i släktet Erythrina och familjen ärtväxter. Inga underarter finns listade i Catalogue of Life.